# 支倉凍砂
支倉凍砂（日語：支倉 凍砂、1982年12月27日—），日本男性輕小說作家。出生於千葉縣，日本立教大學理學部物理學科畢業。日本推理作家協会会員。

## 略歷
14歲開始小說創作，16歲起投稿參賽。受山内進著（ISBN 4-06-258112-4）、Jean Favier著（ISBN 4-393-48521-1），以及阿部謹也著、觸發，就讀立教大學期間開始《狼與辛香料》的執筆。
2005年以《狼與辛香料》獲得第十二屆電擊小說大賞「銀賞」，單行本於2006年2月開始在電擊文庫（MediaWorks，現ASCII MEDIA WORKS）出版，正式出道，並在2007年拿下這本輕小說真厲害！作品部門第一位。
個人以看漫畫為主，不太讀小說。

## 作品

### 輕小說
- 狼與辛香料 - 插畫：文倉十；出版：電擊文庫（ASCII MEDIA WORKS）；代理：台灣角川/新經典文化·南海出版公司
- 夢沉抹大拉 - 插畫：；出版：電擊文庫（ASCII MEDIA WORKS）；代理：台灣角川/天聞角川
- 月界金融末世錄 - 插畫：上月一式；出版：電擊文庫（ASCII MEDIA WORKS）；代理：台灣角川
- 狼與羊皮紙 - 插畫：文倉十 ;  出版 : 電擊文庫

### 漫畫原作
- 億萬富翁少女

### 遊戲腳本
- World End Economica

## 外部連結
- （日語） http://ameblo.jp/hasekura2/ （页面存档备份，存于） - 作者本人Blog
- （日語） http://spicy-tails.net/ （页面存档备份，存于） - 同人社團官方網站